# 코밤 항공
코밤 항공(영어: Cobham Aviation)는 오스트레일리아의 전세 항공사이자 지역 항공사로 1989년에 내셔널 제트 시스템(영어: National Jet Systems)으로 설립되었다. 2005년부터 콴타스 항공과 계약을 하면서 여객은 콴타스 링크 편으로 운항을 하고 있으며 화물은 콴타스 프레이트에서 운항한다.

## 보유 기종
- 2021년 2월 기준으로 코밤 항공은 다음과 같이 보유하고 있으며 평균 기령은 19년이다.[2][3][4]

## 같이 보기
- 오스트레일리아의 항공사 목록

## 사진

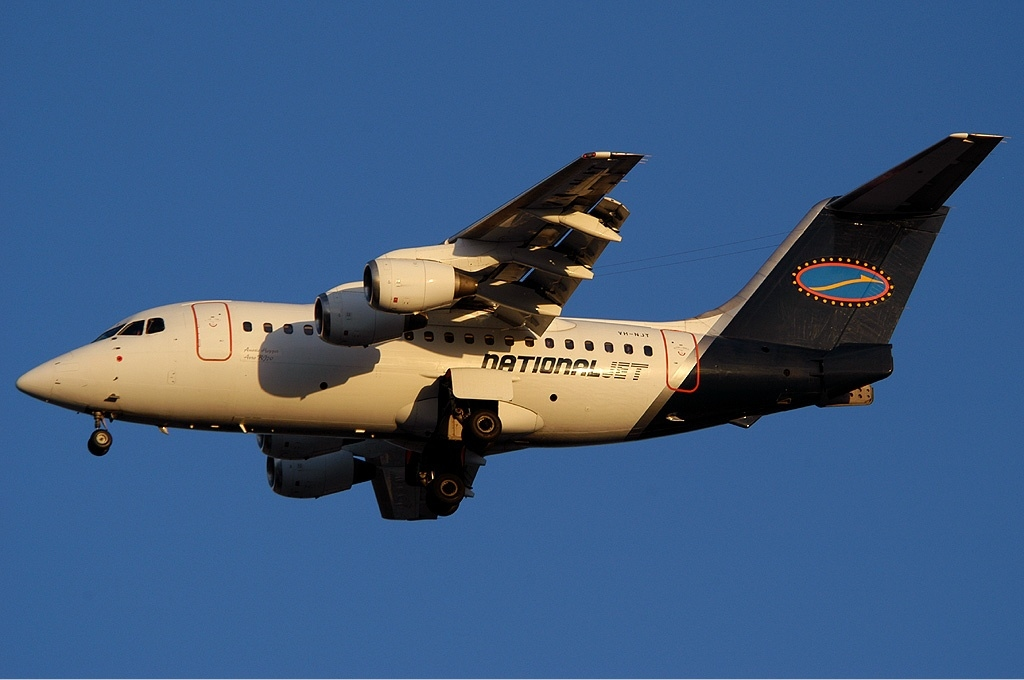
코밤 항공의 Avro RJ70
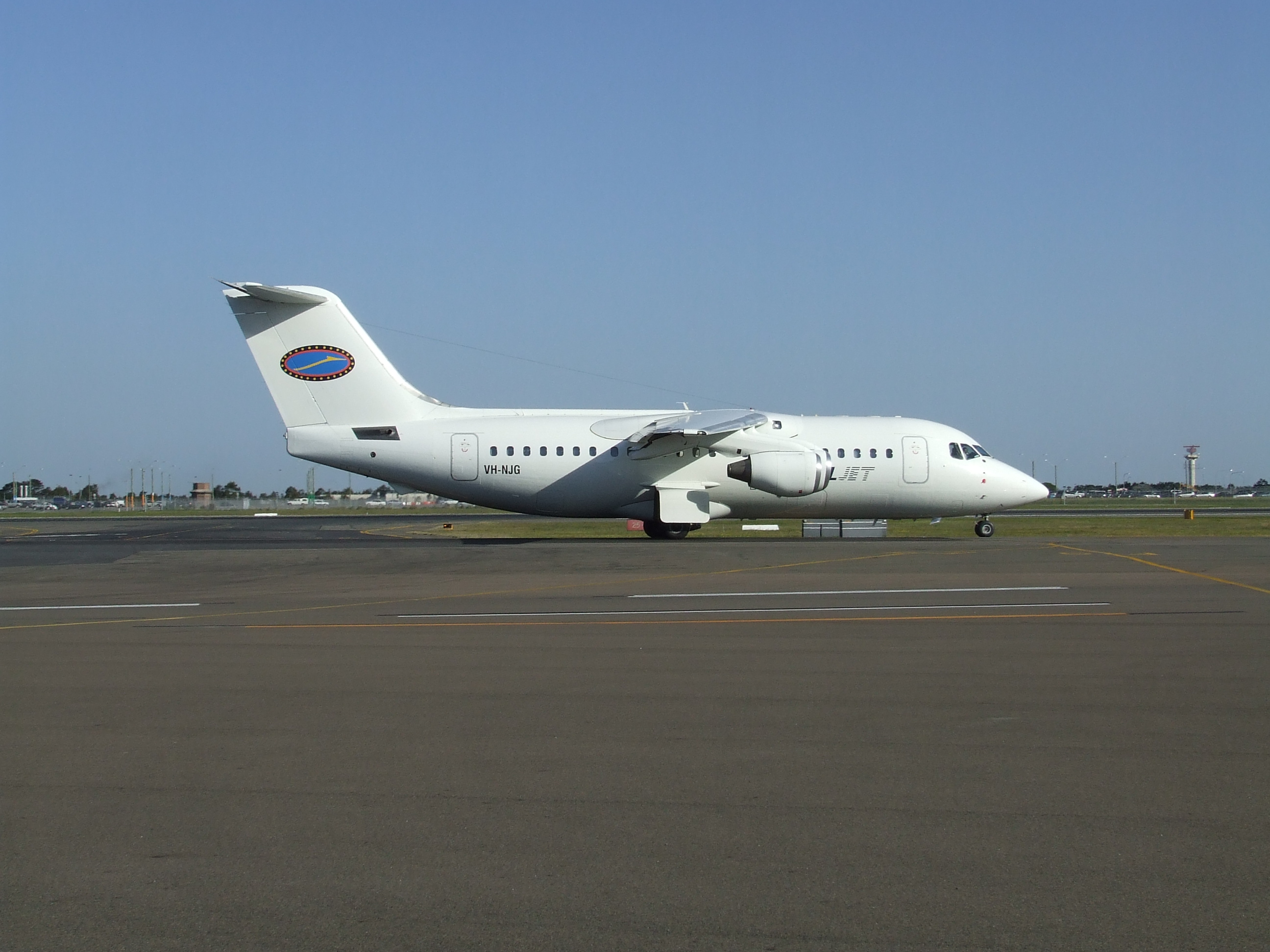
코밤 항공의 BAE 146-200
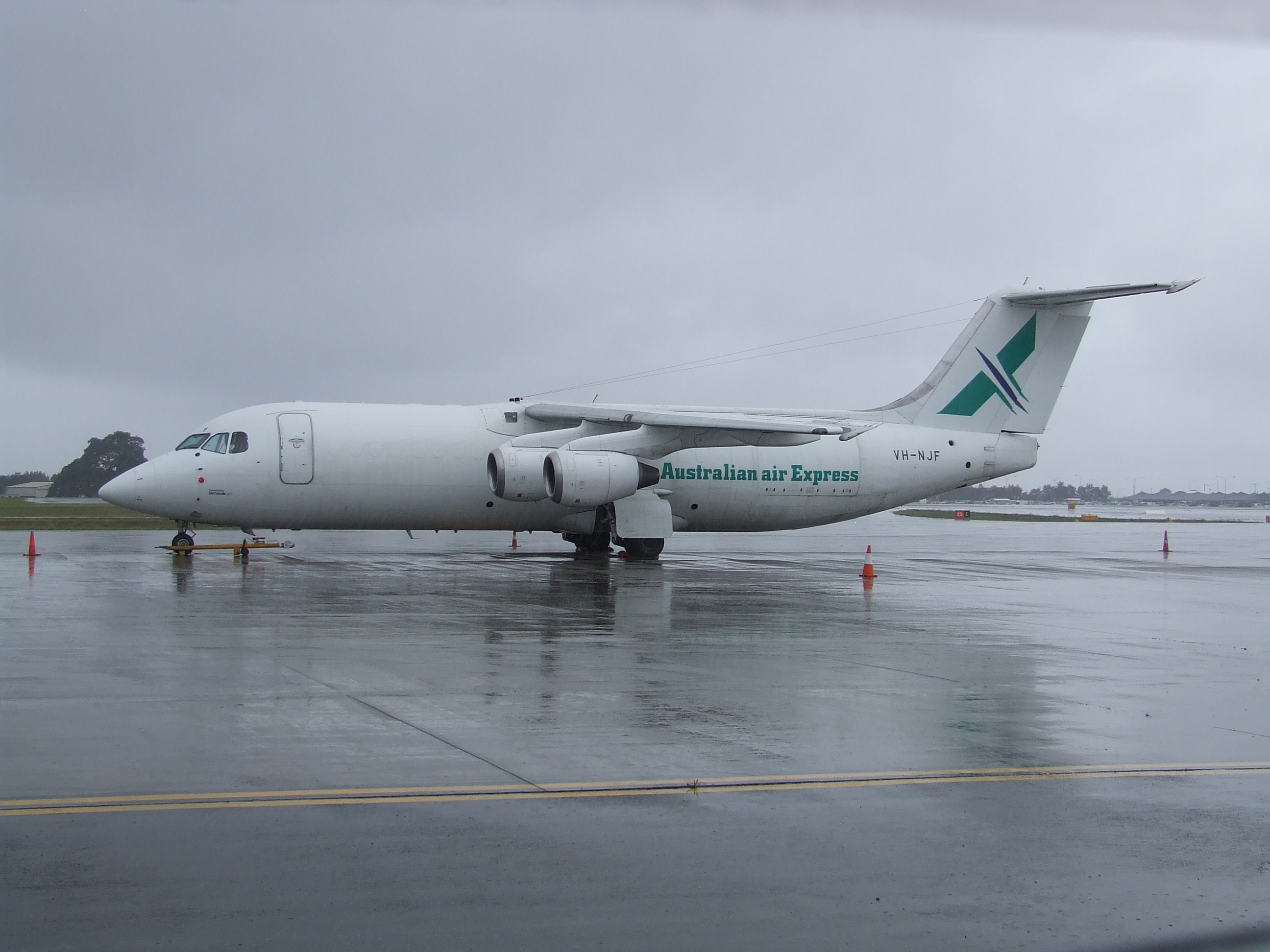
코밤 항공의 BAE 146-300QT